# Bandolier
Bandolier è il quinto album in studio del gruppo rock britannico Budgie, pubblicato nel 1975.

## Tracce
Tutte le tracce sono di Tony Bourge e Burke Shelley, eccetto dove indicato.
Lato 1
1. Breaking All the House Rules – 7:23
2. Slipaway – 4:02
3. Who Do You Want for Your Love? – 6:10

Lato 2
1. I Can't See My Feelings – 5:54
2. I Ain't No Mountain – 3:36 (Andy Fairweather Low)
3. Napoleon Bona-Part One/Napoleon Bona-Part Two – 7:15

## Formazione
- Burke Shelley - basso, voce
- Tony Bourge - chitarra, voce
- Steve Williams - batteria